# Christoph Königsmann
Christoph Königsmann (* 31. Januar 1976) ist ein ehemaliger deutscher Footballspieler.

## Laufbahn
Der 1,95 Meter große Verteidigungsspieler verließ 2002 den Regionalligisten Wolfsburg Blue Wings und wechselte zu den Braunschweig Lions und somit in die höchste deutsche Spielklasse GFL. Er spielte bis 2007 für Braunschweig und gewann 2003 den Eurobowl sowie 2005, 2006 und 2007 die deutsche Meisterschaft. Deutscher Vizemeister wurde er mit den Niedersachsen in den Jahren 2002, 2003 und 2004.
Bei der Europameisterschaft 2005 stand er mit der deutschen Nationalmannschaft im Endspiel, verlor dort aber gegen Schweden, im selben Jahr gewann er die World Games in Duisburg. Bei der Weltmeisterschaft 2007 erreichte Königsmann mit der deutschen Auswahl den dritten Platz.